# Porta di Sant'Angelo (Pérouse)
La Porta di Sant'Angelo nommée aussi  Cassero (« donjon ») di Porta di Sant'Angelo  est l'une des portes médiévales de Pérouse. Plus qu'une porte, c'est une tour de guet insérée dans les murs des XIIIe et XIVe siècles située dans le quartier de Sant'Angelo, à l'extrémité du Corso Garibaldi, à côté du temple de Sant'Angelo. De cet endroit partait une des cinq rues royales qui se dirigeait vers le nord. Elle était également appelée Porta degli Armeni en raison de l'ancien monastère basilien situé à l'extérieur des murs.

## Histoire et description
Le donjon a été construit en 1325 par Lorenzo Maitani. Les trois phases de sa construction sont visibles en observant les matériaux utilisés : le grès en bas, le calcaire au milieu et la 
brique en haut. Comme le quartier, la porte tire son nom de l'ancienne église paléochrétienne dédiée au saint homonyme.

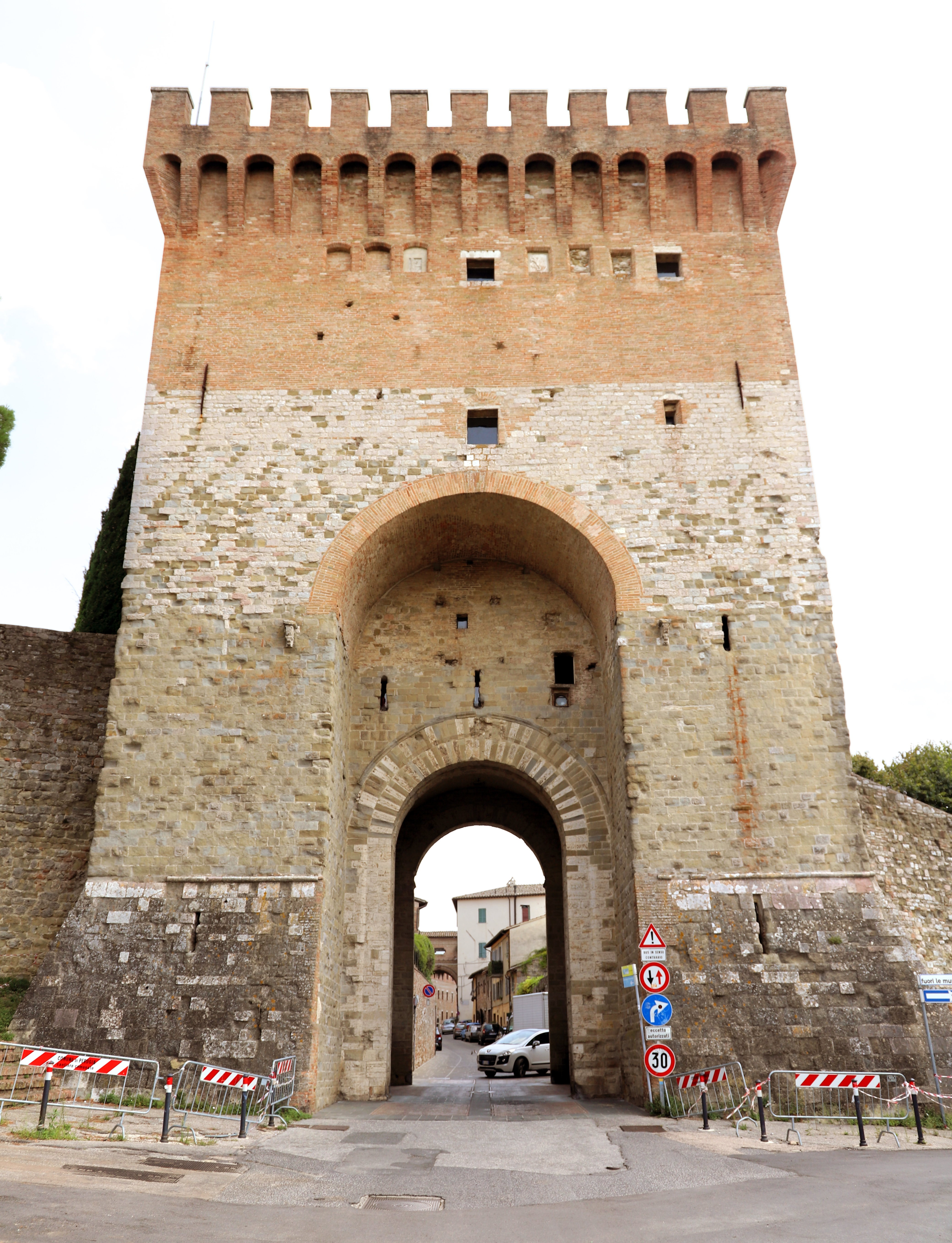
La façade  principale.

## Description
Le donjon ressemble à une fortification à créneaux insérée dans les murs de la ville de Pérouse au XIVe siècle. Dans l'Antiquité, il représentait l'achèvement du deuxième cercle de murs, dont la construction a commencé en 1321. Au cours des siècles, l'ouvrage a subi diverses modifications. Construit en 1325 par Lorenzo Maitani, il a été agrandi en 1327 sur commande de l'abbé de Monmaggiore  Gérard du Puy et utilisé comme caserne ; de 1416 à 1424, Braccio Fortebraccio a effectué de nouvelles restaurations d'après un projet de Fioravante Fioravanti de Bologne et en 1479, il a été transformé en place forte équipée de mâchicoulis, trappes et de embrasures. À proximité, jusqu'à la fin du XVIIIe siècle se trouvait le  Cassero di San Matteo de Matteo Gattapone,.

## Utilisation
Le donjon a été restauré en 1930 par la municipalité de Pérouse, puis à nouveau en 1988. Il accueille désormais une exposition d'instruments de musique, des pièces rares dont des partitions originales de Carlo Dardocci (deuxième moitié du XVIIIe siècle) et d'Angelo Galimberti (deuxième moitié du XIXe siècle), ainsi que de nombreux pianoforte de table, des flûtes, luths et guitares baroques du XIXe siècle. La gestion est assurée par l'Associazione Arte & Musica nelle terre del Perugino.